# Уставобранітелі
Уставобранітелі (серб. Уставобранитељи) — політичне угрупування в Сербському князівстві у 1830-50-х роках, яке виступало за введення в країні конституції, що обмежувала б владу князя, а після прийняття Стрітенського статуту в 1835 році та Конституції 1838 року — за дотримання норм конституції.
Сербським князівством з 1817 року правив князь Милош Обренович (1780—1860). 30 листопада (12 грудня) 1830 року на Великій народній скупщині був зачитаний хатишериф османського султана, який визнавав Сербське князівство автономним по відношенню до Османської імперії з незалежним державним управлінням. Одночасно князь Сербії Мілош Обренович отримав берат (указ), що давав йому право передавати престол спадкоємцям. Мілош, як і раніше, мав намір залишатися необмеженим господарем країни. Це викликало невдоволення серед великашів (великих землевласників), які хотіли впливати на державні справи і не бажали мати в Сербії авторитарну тиранію.
На початку 30-х років XIX століття в Сербії утворилась опозиційна до князя політична сила, яку складали високопоставлені урядовці, заможні торговці тощо. Вони вимагали обмеження самодержавної влади князя та введення конституції (серб. устав), за що і отримали назву «уставобранітелі» — захисники конституції. Очільниками опозиції були великаші Тома Вучич-Перішич, Оврам Петронієвич, брати Олекса Сімич і Стоян Сімич, батько та син Мілутин Гарашанін та Ілія Гарашанін, які об'єднали навколо себе тих, хто вимагав проведення в країні більш ліберальної господарчої політики та встановлення законності — правової гарантії особистості та майна. Основні принципи уставобранітелів полягали у повазі до закону та приватної власності, у свободі торгівлі та в освіті нації.

## Конституція 1835 року

Князь Мілош Обренович (1817—1839, 1858—1860)

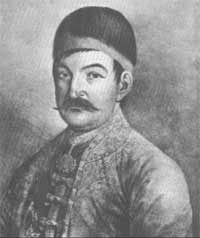
Тома Вучич-Перішич (1788—1859)

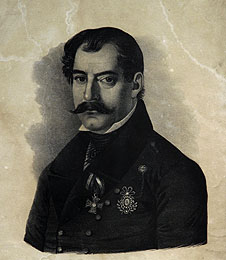
Оврам Петронієвич (1791—1852)

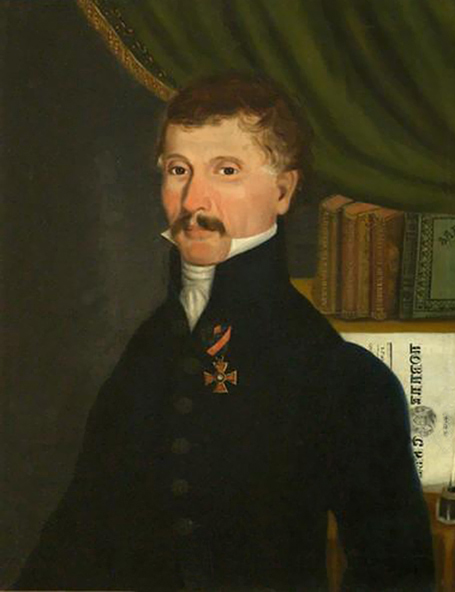
Димитріє Давидович (1789—1838)

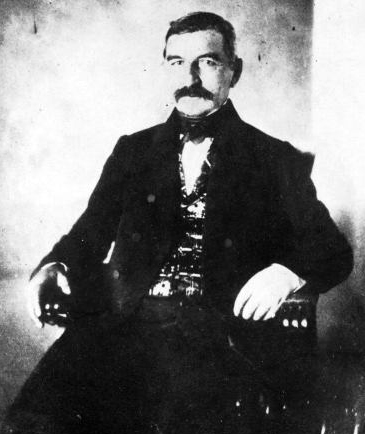
Олекса Сімич (1800—1872)

Політична боротьба всередині пануючого класу Сербії між князем Мілошем і великашами загострилася настільки, що в січні 1835 року ягодинський великаш Мілета Радойкович очолив проти князя змову. Також у плануванні повстання брали участь Стоян Сімич, Оврам Петронієвич, Мілосав Здравкович Ресавац, Джордже Протич та Мілутин Петрович Ера. Протич запропонував вбити князя, інші наполягали лише відсторонити його від влади. Радойкович був проти обох цих рішень, він виступав за обмеження влади князя конституцією, скасування примусової праці, надання людям право використовувати ліси і ліквідацію особливих привілей в експортній торгівлі. Коли настав час діяти, тільки Радойковичу вдалося зібрати людей до виступу. Повстанці прибули до Крагуєваця, столиці Сербії на той час. Тома Вучич погодився виступити посередником між князем та повстанцями. Князь залишив столицю, і на зустріч для перемов від імені князя прибув його секретар Димитріє Давидович. Після розмови Давидович та 35 делегатів від повстанців вирушили до князя Мілоша, щоб передати йому свої вимоги. Після цього князь повернувся до Крагуєваця і примирився з керівниками повстання зі словами: «Сви смо криви; и ја сам сâм често грешио; трудимо се да се сви исправимо и опростимо узајамно једни другима» (серб.) («Ми всі винні; я сам часто був неправий; ми намагаємося виправити все і пробачити один одного»). Наляканий Мілош Обренович вирішив задовольнити вимоги заколотників — прийняти конституцію і створити державну раду.
2 (14) лютого 1835 року, у день Стрітення, у Крагуєваці почалося засідання народної скупщини. Наступного дня, 3 (15) лютого, скупщина в урочистій обстановці прийняла першу Сербську конституцію, розроблену Димитріє Давидовичем, секретарем князя Мілоша. Текст Конституції 1835 року (так званий Стрітенський статут) Давидович склав за зразками конституцій Західної Європи і в першу чергу — французької. Конституція проголошувала рівність громадян перед законом. Усі громадяни Сербії отримували однакові права: недоторканність особи та житла, право на законний суд, свобода пересування і вибору місця проживання, право на вибір професії, право вільно розпоряджатися власним майном, свобода віросповідання. Громадяни звільнялися від примусової праці на користь чиновників. Чиновники отримували довічне призначення і мали право на пенсію. За конституцією народна скупщина складалася зі 100 поважних осіб і повинна була скликатися щорічно. Тільки народна скупщина мала можливість ввести нові податки. Згідно з конституцією засновувався новий політичний орган — Державна Рада, з якою князь тепер ділив законодавчу та виконавчу владу.
На підставі нової Конституції князь призначив п'ять міністрів: міністром юстиції став Лазар Теодорович, міністром внутрішніх справ і міністром освіти — автор конституції Димитріє Давидович, міністром закордонних справ — Оврам Петронієвич, міністром фінансів — Олекса Сімич і міністром оборони — Мілета Радойкович. До Державної Ради, як «дійсні державні радники», увійшли Коца Маркович (голова Ради), Йосиф Мілосавлєвич, Тома Вучич-Перішич, Мілосав Здравкович Ресавац, Михаїло Герман, Джордже Протич і Ранко Майсторович; як «державні радники» — Джордже Парезан, Янічиє Джурич, Цветко Раєвич і Тодор Хербез. Головним секретарем став Стефан Радічевич. Уставобранітелі — противники Мілоша — отримали високі посади в державному управлінні.
Але Османська, Австрійська та Російська імперії виступили проти конституції, знайшовши її занадто революційною та республіканською. Скориставшись цим, 17 березня 1835 року Мілош скасував обмежуючу його владу конституцію (через місяць після її оприлюднення).

## Конституція 1838 року
Проте політична ситуація в Сербії вимагала невідкладного рішення питання про конституцію, покликану врегулювати внутрішнє життя в країні.
У квітні 1835 року, майже через місяць після скасування Стрітенського статуту, сформувалася редакційна комісія нової конституції, куди ввійшли Оврам Петронієвич, Йокса Мілосавлєвич, Олекса Сімич, Джордже Протич, Яков Живанович і Стефан Радічевич. Створений проект конституції вони надіслали до Константинополя для розгляду Портою. 10 (22) грудня 1838 року османським султаном була октройована нова конституція Сербії, так звана «османська конституція». Ця конституція впорядковувала державно-правові відносини в країні і сприяла розвитку князівства. Конституція закріплювала соціально-економічні та політичні завоювання сербів: скасування кулука (примусової праці), ліквідацію спахійського землеволодіння, заборону відновлювати феодальні відносини, свободу торгівлі тощо. За новою конституцією чиновники отримували привілеї: скасування тілесних покарань, звільнення жалування від оподаткування, надання пенсії. Важливе місце в конституції відводилося питанням організації суду.
Особливістю конституції 1838 року стало повне ігнорування скупщини як державного органу. Крім князя і центрального уряду з трьох міністрів (внутрішніх справ, фінансів і правосуддя) створювалася рада як найважливіший владний орган. Рада складалася з 17 членів з числа видатних великашів на довічний термін. Володіючи дуже широкими повноваженнями, рада перетворилася невдовзі в олігархічний орган. Змінити склад ради князь не міг без згоди Порти. Як і без згоди османського султана не могли бути внесені зміни до прийнятої конституції. Таким чином, Порта забезпечила собі потужний засіб впливу на внутрішньополітичну ситуацію в Сербії. З самого початку до ради ввійшли особисті противники князя.

## Відсторонення Обреновичів
Мілош Обренович розпочав боротьбу за скасування неприйнятної для нього конституції, розраховуючи на підтримку з боку Росії, яка мала натиснути на Порту, щоб та повернула князеві колишні владні права. Уже через 2 місяці після прийняття нової конституції, 13 лютого 1839 року, Мілош демонстративно покинув країну і вирушив жити в Земун, який у той час належав Австрії. Тільки після наполегливих умовлянь російського та британського консулів Мілош повернувся до Князівства Сербія. Намагаючись звільнитися від супротивників за допомогою бунту серед населення, князь Мілош доручив своєму братові Йовану Обреновичу підняти повстання (Йованова буна) в окремих округах і військових гарнізонах. Але сербський князь виявився нездатним боротися проти ради, яку складали уставобранітелі. Законом від 27 квітня 1839 року права ради ще більш розширювалися за рахунок обмеження князівської влади.

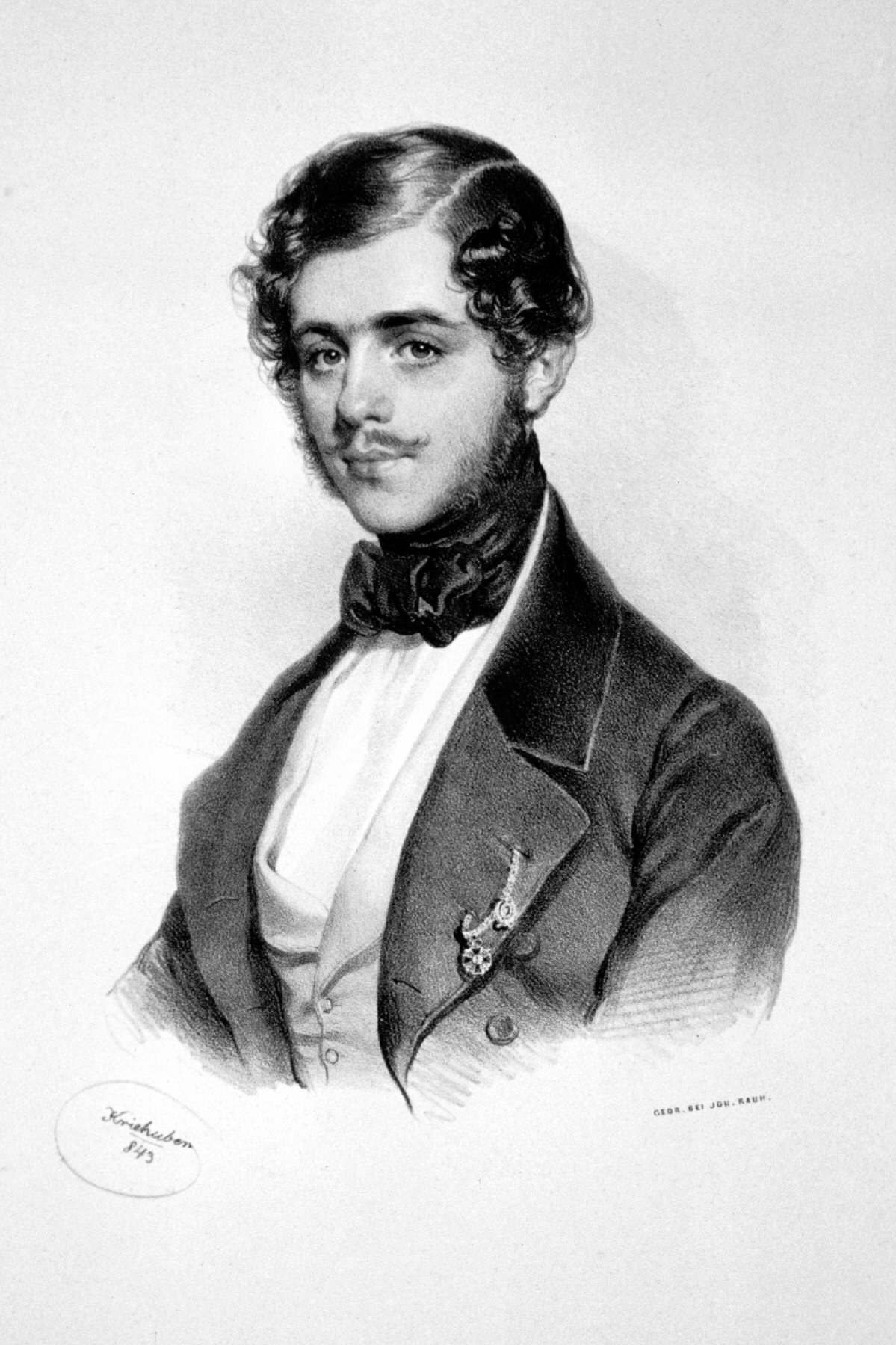
Князь Михайло Обренович (1839—1842, 1860—1868)

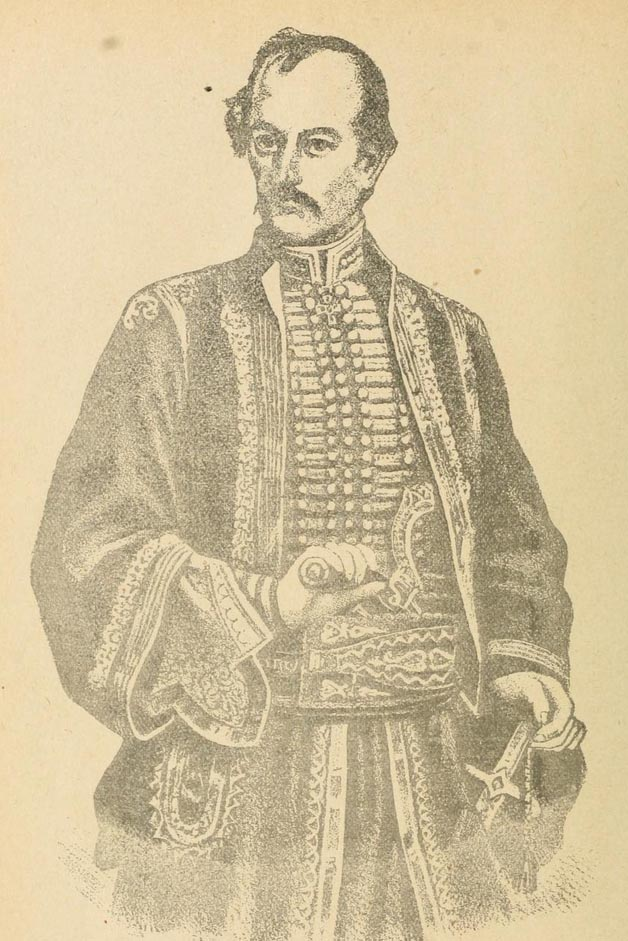
Єфрем Обренович

13 червня 1839 року Мілош Обренович відрікся від престолу на користь свого старшого сина Мілана і залишив Сербію. Проте важко хворий Мілан менш ніж через місяць помер 8 липня 1839 р. Уставобранітелі розділилися на дві фракції — дехто бажав змінити правлячу династію і віддати престол Олександру Карагеоргієвичу, сину Карагеоргія, інші вважали, що князем повинен бути молодший син Мілоша — Михайло Обренович. Старійшини обрали князем 15-річного Михайла (1823—1868), який на той час мешкав в одному з батьківських маєтків у Бухаресті. Михайло вирушив до Стамбула до султана Абдул-Меджида, який визнав обрання Михайла князем Сербії.
Оскільки князь був неповнолітнім, уставобранітелі сформували регентську раду, куди ввійшли Єфрем Обренович (дядько молодого князя), Тома Вучич-Перішич і Оврам Петронієвич. Влада в Сербії фактично перейшла до уставобранітелів. Михайло III Обренович прибув до Сербії лише в березні 1840 року.
Суперечності між новим князем та захисниками конституції загострювались. Уставобранітелі, яким належала більшість у Раді, підняли повстання в деяких частинах країні. Проте заколот був придушений. Порта відправила до Белграда свого емісара Мусу-ефенді, якому доручили розібратись у взаєминах, що склалися між князем та радою. 20 липня (1 серпня) 1840 року була скликана народна скупщина, яка оголосила винуватцями заворушень уставобранітелів, серед яких називалися Тома Вучич, Оврам Петронієвич, Лазар Теодорович, Ілія Гарашанін, Мілутин Гарашанін, Стоян Сімич, Єфрем Ненадович, Матія Ненадович, Лазар Зубан, Сіма Мілутинович Сарайлія, Стефан Кничанін. Скупщина вирішила, щоб лідери уставобранітелів залишили Сербію. Вигнанці вирушили до австрійського Земуна, Волощини та Османської імперії. Оврам Петронієвич і Тома Вучич знайшли притулок у Константинополі.
Князь Михайло Обренович, продовжуючи політику свого батька, підвищив раніш зменшений щорічний подушний податок (серб. порез) з 5 талерів до 6, що викликало серйозне невдоволення серед населення. Користуючись реакцією сербів на підвищення податку, уставобранітелі на чолі з Томою Вучичем, що таємно повернувся до Сербії, 18 (30) серпня 1842 року при підтримці Османської та Австрійської імперії розпочали повстання проти Михайла. Уставобранітелі переконали Порту, що до молодого князя слід ставитись як до виборного, а не спадкового правителя. Повстання, що підтримало селянство, завершилося перемогою уставобранітелів — у ніч на 26 серпня (7 вересня) 1842 року князь у супроводі деяких міністрів і членів Ради втік до Австрії. Постало питання обрання нового князя Сербії. У країні була утворена тимчасова адміністрація, до якої входив як голова уряду Оврам Петронієвич та як «предводитель» нації Тома Вучич-Перішич. Порта визнала законність нової сербської адміністрації.
Під час правління уставобранітелів відбулось упровадження низки прогресивних заходів в економічній області, але при цьому також зміцнювався бюрократичний державний апарат. З 1838 року по 1842 рік число чиновників збільшилось удвічі з 568 до 1151, з яких 286 служили в міністерстві внутрішніх справ. Уся повнота влади в країні належала олігархічній раді, яка встановила поліцейський режим.

## Обрання князем Олександра Карагеоргієвича

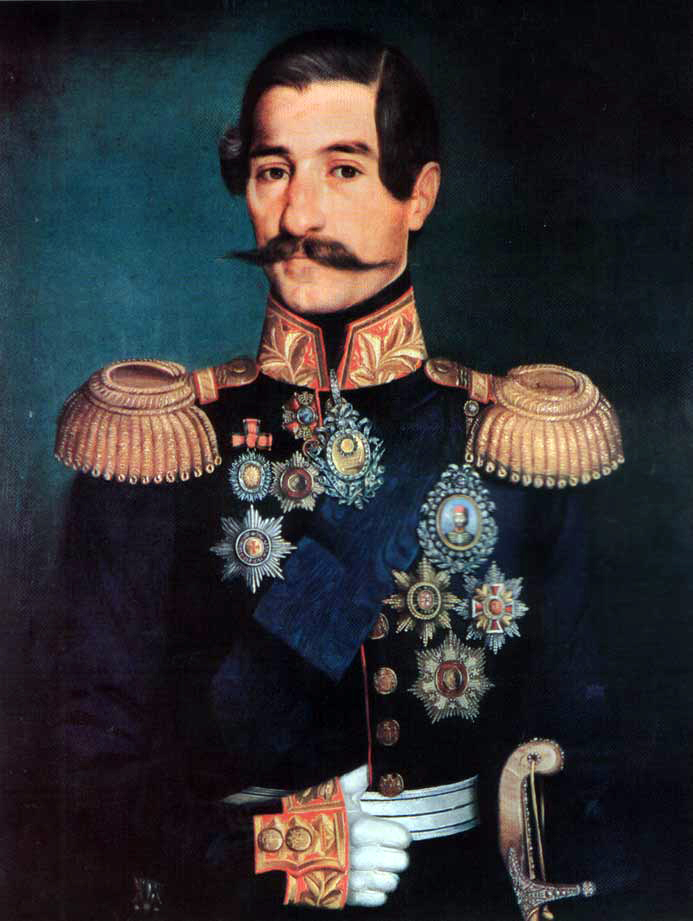
Князь Олександр Карагеоргієвич (1842—1858)

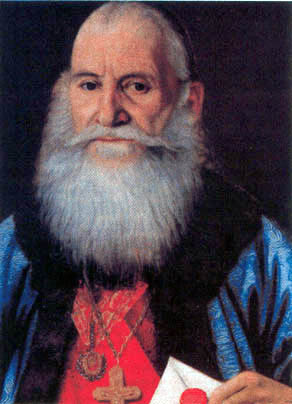
Матія Ненадович (1777—1854)

2 (14) вересня 1842 року була скликана скупщина, яка обрала князем Сербії Олександра Карагеоргієвича (1806—1885), молодшого сина Карагеоргія. Обрання нового князя підтверджувалося султанським фірманом 26 жовтня 1842 року. Також цього дня відбулось оприлюднення князівського указу про призначення на посади міністрів та членів ради. Прем'єр-міністром країни став Оврам Петронієвич, що також отримав посаду міністра іноземних справ. Керівник повстання Тома Вучич очолив міністерство внутрішніх справ.
Упродовж перших двох років свого фактичного правління уставобранітелі зіштовхнулися зі зовнішньополітичним утручанням у внутрішні сербські справи з боку Росії, яка вважала переворот 1842 року протизаконним актом і наполягала на нових виборах князя. Уставобранітелі знайшли підтримку серед противників Російської імперії — Османської імперії і Королівства Франція. Вплив Російської імперії на Сербське князівство, внаслідок утручання першої у внутрішні сербські справи, помітно знизився. 15 (27) червня 1843 року народна скупщина в Топчидері підтвердила обрання Олександра Карагеоргієвича князем Сербії.
Владі захисників конституції також загрожувала внутрішня небезпека. 22 вересня (4 жовтня) 1844 року прихильники скинутої династії Обреновичей під керівництвом Стевана Йовановича Цукича підняли повстання («Катанська буна») з метою повалення режиму уставобранітелів. Проте влада організувала контрзаходи. Урядові війська на чолі з Матією Ненадовичем повністю придушили повстання. Тома Вучич з неймовірною жорстокістю відновив порядок у країні. За його наказом заколотники були схоплені, піддані тортурам та вбиті. У 1845 році після придушення «Катанської буни» було створено постійне військо в кількості 2529 вояків. Військо підпорядковувалося міністерству внутрішніх справ і виконувало поліцейські функції.

## Програма «Начертаніє»

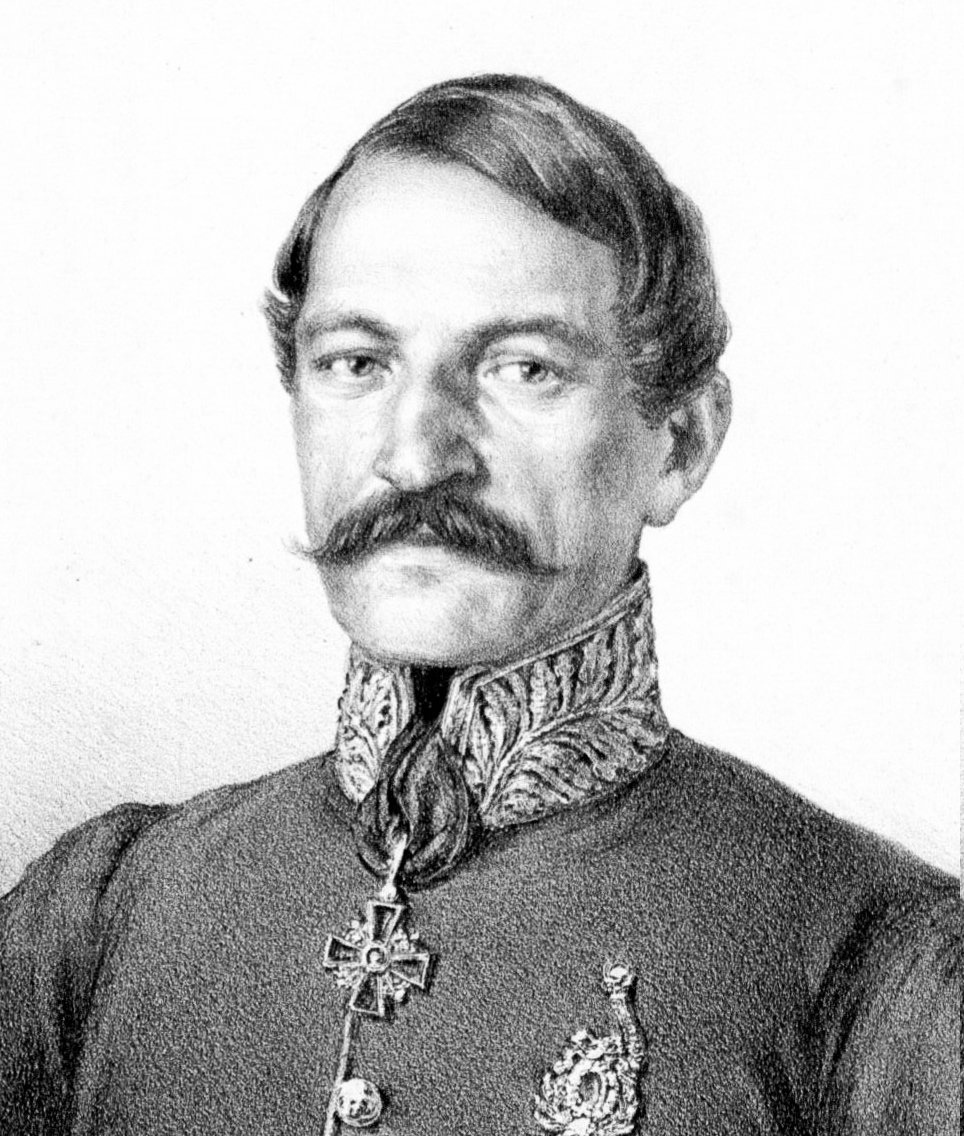
Ілія Гарашанін

У 1844 році видатний уставобранітель Ілія Гарашанін (1812—1879) склав план зовнішньої політики Сербії, відомий під назвою «Начертаніє» («Проект») (стар. серб. Начертаније). Цей план став першою програмою зовнішньої політики на Балканах, спрямованою на об'єднання південнослов'янських народів. Програма носила великосербський характер. Вона передбачала створення сильної і незалежної південнослов'янської держави, в якій Сербія і сербська династія відігравали б керівну роль. Приєднання південнослов'янських народів до Сербії згідно з планом повинно було йти шляхом поступового розширення території Сербського князівства за допомогою дипломатії та воєн. Ілія Гарашанін у вирішенні своєї програми прагнув спиратися на зовнішні сили, головним чином на Францію. Гарашанін, обіймаючи посаду міністра внутрішніх справ, відразу приступив до практичної реалізації «Начертанія». У 1845—1846 роках його зусиллями була створена мережа агентів у всіх південнослов'янських областях Османської імперії. Відбулося встановлення зв'язку з чорногорським владикою Петром II Петровичем Негошем. У той саме час, князь Олександр Карагеоргієвич з 1846 року прагнув спиратися на Австрію і проводив проавстрійську зовнішню політику. Найбільшу активність Ілія Гарашанін розвинув у період революційних подій 1848—1849 років у Європі і насамперед у слов'янських землях Австрії.

## Революції 1848—1849 років у Європі
Революції 1848—1849 років у Європі справили великий вплив на внутріполітичну ситуацію в Сербії. У країні почала формуватися ліберальна інтелігенція. Під впливом ліберальних ідей 29 червня (11 липня) 1848 року в Крагуєваці розпочала роботу народна скупщина (Петрівська), перша після 1843 року. Зібрання мало тільки дорадчий характер, але на ньому вже відкрито почали звучати невдоволення діями уставобранітельского уряду. Деякі депутати вимагали свободу друку, регулярних скликань скупщини, припинення зловживань чиновників. Під тиском торговців, не пов'язаних з уставобранітелями, уряд змушений був прийняти закон, що забороняв чиновникам займатися торгівлею.
Поразка європейського революційного руху дала знаки і в Сербії. Свобода друку ліквідовувалась, розпускалися ліберальні організації, як, наприклад, «Дружина сербської молоді» в 1851 році за критику уставобранітелів. У відповідь на виступи проти поліцейських і чиновників у країні встановлювався ще більш суворий поліцейський режим.

## Боротьба між Олександром і уставобранітелями
У 1855 році загострилася боротьба за владу між князем і уставобранітелями — членами Ради. Поглибленню конфлікту сприяло те, що Олександр просив призначити на високі державні пости своїх родичів і відданих друзів. Криза досягла свого піку, коли князь, як військовий, зажадав, щоб армія була під його верховним командуванням. При таких обставинах члени Ради почали планувати повалення з князівського престолу Олександра Карагеоргієвича. На чолі змовників стояв голова Ради Стефан Стефанович Тенка. Колишній сербський князь Мілош Обренович фінансово підтримував організацію заколоту. Але в кінці вересня 1857 року змова була розкрита. Заколотників заарештували і засудили до смертної кари. Князь Олександр замінив членів ради, що скомпрометували себе участю в заколоті, на своїх прихильників. Вигнані діячі звернулися за допомогою до Порти, щоб та розцінила дії князя як державний переворот. Для примирення князя з уставобранітелями в березні 1858 року до Сербії прибув спеціальний емісар султана — Етем-паша. Князь Олександр пішов на поступки — смертний вирок заколотникам замінив на довічне ув'язнення (пізніше на Великдень 1858 року князь їх взагалі помилував), а в Раді знову з'явились уставобранітелі: Тома Вучич отримав призначення на посаду голови Ради, а Ілія Гарашанін — міністра внутрішніх справ. За згодою османського емісара 3 травня 1858 року уставобранітелі провели новий закон про устрій Ради, за яким ще більше розширювались її права. Тепер Рада зосереджувала на собі всю законодавчу та адміністративну владу. Уставобранітелі не зупинилися на досягнутому і почали проводити агітацію за повалення князя Олександра. Для цього вони вирішили використати народну скупщину, що не скликалася впродовж 10 років.

## Свято-Андріївська скупщина 1858 року
З іншого боку за скликання скупщини виступала нова політична сила — ліберали, ядро яких складала нечисленна група інтелігенції, що отримала освіту за кордоном. Був створений «Ліберальний клуб», в який входили викладач ліцею Мілован Янкович, секретар ради Єфрем Груїч, викладач гімназії Йован Ілич, офіцер Ранко Алімпич. Ліберали у боротьбі за економічні та політичні свободи відстоювали інтереси середнього шару торговців міста та села. Лідери лібералів об'їжджали населені пункти країни, агітуючи за скликання народних зборів. Влітку 1858 року вимога скликання скупщини стала загальною. У Белграді, столиці країни, з'явилися листівки із закликом провести народну скупщину вже 16 липня.
Князь вимушений був погодитися на скликання зборів, розраховуючи використати скупщину як віддушину для невдоволення серед населення. Правлячи круги прагнули, щоб скупщина носила строго дорадчий характер і наділялась обмеженими правами. 11 жовтня 1858 року влада оприлюднила закон про скликання скупщини. Відбулися вибори депутатів до скупщини, на яких більшість отримали ліберали та прихильники династії Обреновичей.
Перше засідання скупщини відкрилось у Белграді 30 листопада (12 грудня) 1858 року в день св. Андрія Первозваного, тому скупщина отримала назву Свято-Андріївської. 5 (17) грудня за пропозицією Єфрема Груїча, був прийнятий проект закону про народну скупщину, згідно з яким скупщина перетворювалася в постійно діючий орган, що мав законодавчу владу, а рада ліквідовувалася. Закон про скупщину переглядався потім ще двічі — 8 (20) грудня 1858 року та 14 січня 1860 р. За останньою редакцією скупщина перетворювалася в дорадчий орган і збиралась один раз у три роки.
Свято-Андріївська скупщина змусила Олександра Карагеоргієвича відректися від престолу, і князем знову обрали Милоша Обреновича. Таким чином завершився період правління уставобранітелів у Сербії.